# 梅花参
梅花参（学名：Thelenota ananas）为刺参科梅花参属的动物。

## 特征
身体长可达1米；背面肉刺很大，每3－11个肉刺基部相连呈花瓣状，所以得名“梅花参”；又因为体形像凤梨，所以又称“凤梨参”；腹面平坦，管足小而密布；口稍偏于腹面，周围有20个触手；背面为橙黄色或橙红色，散布黄色和褐色斑点，腹面带赤色，触手黄色。

## 分布
分布于东非、马达加斯加、新喀里多尼亚、马斯克林群岛、马尔代夫群岛、印度尼西亚、日本、澳大利亚、台湾以及中国大陆的西沙群岛等地，主要栖息于暴露于珊瑚礁缘外的沙底、或泻湖内沙枕上以及水深10-30m。该物种的模式产地在印度尼西亚。

## 保護現狀
自1960年代以來，本種由於其中上的商業價格而成為漁業的撈捕對像，在至少一半的棲息地里，其種羣數量估計已經大幅減少了80%至90%，因而《世界自然保護聯盟瀕危物種紅色名錄》自2010年起將其列為瀕危物種。
各國也採取了相應保護措施，例如，巴布亞新幾內亞限制撈捕的活體體型不得小於25釐米或乾燥後小於10釐米；新喀里多尼亞則為不小於45釐米的活體及20釐米的乾體；在澳洲的托雷斯海峡群岛、北領地及西澳大利亞則為不小於30釐米的活體，在大堡礁則為不小於50釐米的活體。

## 外部鏈接
- 維基物種上的相關：梅花参